# Pica (Chile)
Pica es una comuna y localidad de la provincia del Tamarugal, en la Región de Tarapacá (Chile). Se ubica en el Norte Grande de Chile y destaca por ser un oasis en el desierto de Atacama, considerado el único oasis en Chile y uno de los pocos en Latinoamérica.
Es un destino turístico, conocido por sus balnearios termales o cochas, situados en medio del desierto. En sus cercanías se encuentra el pueblo de La Tirana, famoso por sus festividades religiosas, así como las localidades de La Huayca, Matilla y Lirima. 
La comuna alberga varios oasis en la pampa del Tamarugal, favoreciendo el desarrollo de la actividad agrícola. Es reconocida por la producción de los limones de Pica, una variedad distinta a la del resto del país, además del cultivo de mangos y otros frutales.

## Etimología
La toponimia del término "Pica" no ha sido plenamente determinada. Se han propuesto diversas interpretaciones:
- Origen quechua: Se asocia con la palabra picca, que significa "coger frutas o flores".[3]
- Origen aimara: Podría derivar de la raíz aimara piqa (“molino”), relacionada con el verbo piqaña (“moler”).[2]
- Origen kunza: Se vincula al término pik'an, que significa “angosto”.[4]

## Historia

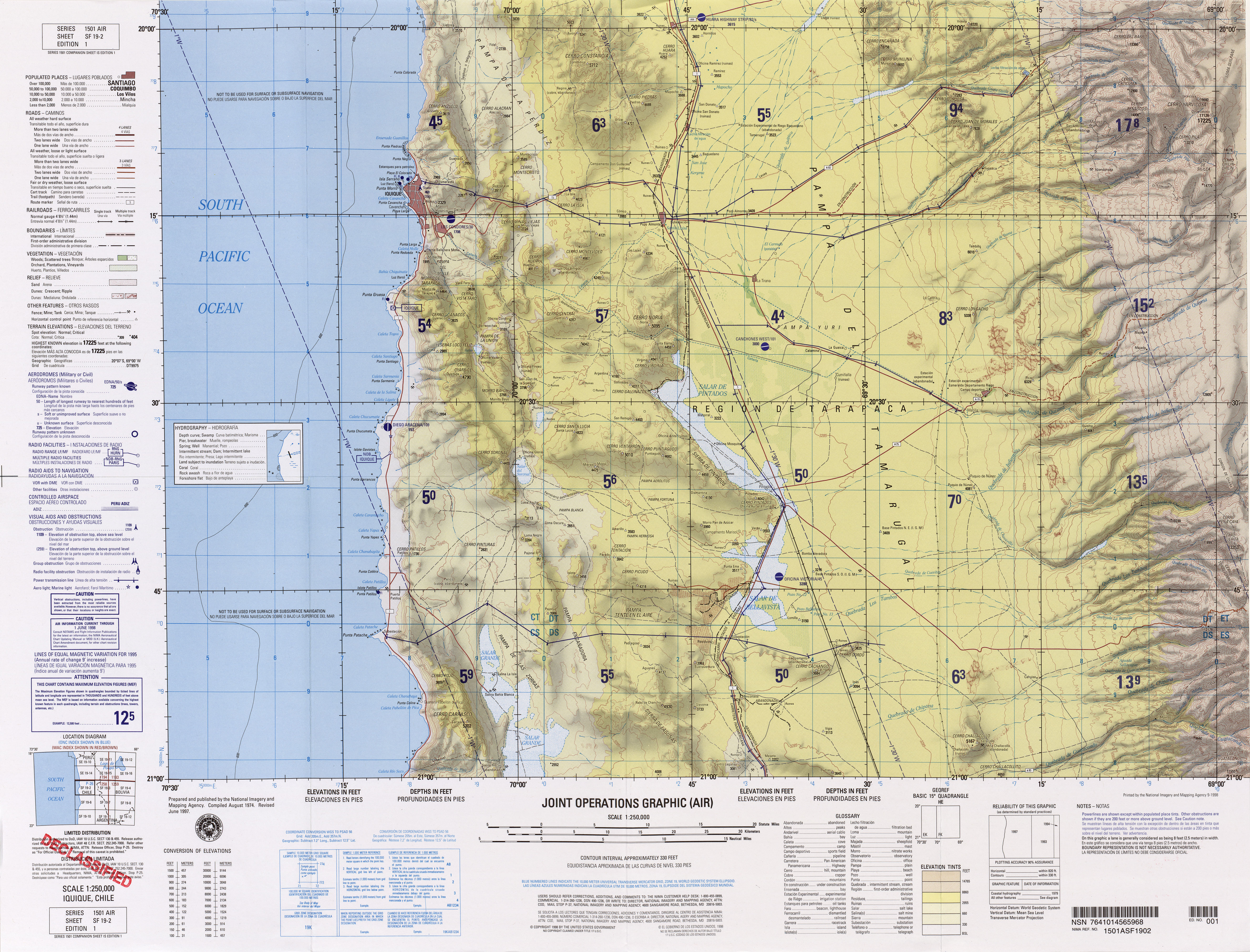
En el extremo superior izquierdo está Iquique, más a su derecha, Pozo Almonte y en la parte inferior derecha, El Oasis de Pica.

El Oasis de Pica estaba en el Camino del Inca, entre los tambos de Huatacondo al sur, y Mamiña al norte; por aquí pasó Diego de Almagro durante 1535, donde los nativos le opusieron resistencia. En 1556 se instalaron los conquistadores y, desde 1559, hubo «encomiendas de indios». Fue la sede del Tenientazgo de Tarapacá, que dependió del Corregimiento de Arica. En 1765 se creó el Corregimiento, con capital en el vecino pueblo de Tarapacá. Todas estas divisiones administrativas se hicieron bajo el Virreinato del Perú, al que pertenecía toda la zona. Pica era capital de la cúpula eclesiástica que pertenecía a Arequipa. Su parroquia fue creada en el año 1620 por el obispo de Arequipa, Pedro de Perea en donde se entronizó al apóstol de San Andrés.
Aquí se concentró la mayor cantidad de población hispana, que creó una fuerte tradición social en medio del aislamiento (en la actualidad ese puesto es de la ciudad de Iquitos). La primera familia castellana en establecer su hacienda en el lugar, fue la familia Ceballos, venida desde la merenidad de Trasmiera en la provincia de Laredo y Santander en España. Su producto principal fue el vino que se comercializaba por tierra hasta Arequipa y Potosí. Desde comienzos del siglo XVIII, la mina de plata de Huantajaya, próxima a Iquique, trajo riqueza a las familias locales. Luego de la Independencia del Perú en 1821, todo el Departamento de Tarapacá pasó a ser parte de esta república. En 1836 nació Remigio Morales Bermúdez quien como coronel del ejército peruano luchó en la guerra del Pacífico y llegó a ser presidente del Perú entre los años 1890 y 1894, falleciendo de una enfermedad en pleno ejercicio de su alta función.
El auge salitrero hacia 1850 transformó el área. Las viñas fueron reemplazadas por frutales, sobre todo cítricos. Pica se convirtió en un exclusivo lugar de descanso. De esa época datan la mayoría de las viviendas, los locales de comercio y la iglesia de San Andrés.
La lucha por el agua ha sido una constante en Pica. Los españoles usaron las técnicas mineras de Potosí: en los siglos XVIII y XIX, construyeron más de 12 km de socavones captadores de aguas filtrantes. Aún están en uso y sus «respiraderos» pueden verse en pleno desierto.
En 1883, con el Tratado de Ancón se incorpora a la República de Chile.
En 1887, la Tarapacá Waterworks Co. compró los derechos y transportó el agua por un acueducto hasta Iquique. En 1912, el Estado construyó una nueva captación, desde la quebrada de Quisma. A fines de 1980 se edificó la planta de captación de aguas superficiales de La Quiaca. Así, para abastecer a Iquique, poco a poco se va desertizando este oasis.
El 22 de diciembre de 1891 se crea la municipalidad de Pica, suprimida por la Ley N.º 1919 del 26 de enero de 1907. Luego la Ley N.º 12419 del 4 de enero de 1957 crea definitivamente la comuna de Pica.
Francisco Solano Asta-Buruaga y Cienfuegos escribió en 1899 en su Diccionario Geográfico de la República de Chile

Pica.-—Aldea del departamento de Tarapacá situada por los 20º 30' Lat. y 69° 24' Lon. y distante unos 90 kilómetros al SE. de la ciudad de Iquique y unos 74 hacia el S. de la de Tarapacá. Contiene una población de 1,160 habitantes, iglesia parroquial, escuelas gratuitas, oficinas de registro civil y correo, establecimientos industriales, mineros y de beneficencia, y es asiento de municipalidad que comprende el territorio de las subdelegaciones de su titulo, Challacollo, Guaneras y Salitreras del Sur. En su contorno tiene huertos y viñas, de los que se obtienen buenas frutas y vino de notable calidad, y se provee de buena agua de una fuente inmediata y de pozos. Trae su origen del tiempo del dominio de los Incas. Su nombre es la palabra quichua picca, que significa coger frutas ó flores

Posteriormente, el geógrafo Luis Risopatrón también describe a Pica como una ‘aldea’ en su libro Diccionario Jeográfico de Chile en el año 1924:: 663 

Pica (Aldea). 20° 30' 69° 21' Es de corto caserío, cuenta con servicio de correos, rejistro civil i escuelas públicas i ofrece huertos i viñedos en sus contornos, de los que se obtienen buenas frutas i vinos jenerosos de notable calidad, regados con agua de una fuente inmediata i de pozos i socavones labrados en tiempo de los conquistadores españoles. Fué descubierta por los rezagados de la espedicion de Almagro en 1536 i se encuentra a unos 1 300 m de altitud, en el borde E de la pampa del Tamarugal, a corta distancia hacia el N E del caserío de Matilla.

En 1979, se le segrega el distrito de Guatacondo, anexándolo a la comuna de Pozo Almonte y se le agrega el distrito de Cancosa desde la comuna de Huara.

## Geografía

### Geomorfología
La comuna de Pica se encuentra emplazada en las unidades geomorfológicas de cordillera prealtiplanica, Pampa del Tamarugal, Pediplanos, glacis y piedemont, precordillera río Loa superior y precordillera río Lauca;
Los accidentes geográficos más destacables son el volcán Irruputuncu (5.136 m s. n. m.), volcán Olca (5.407 m s. n. m.), cerro Sillajhuay, (5.982 m s. n. m.) y cerro Napa (5.160 m s. n. m.)

### Clima
Según la clasificación climática de Köppen, el pueblo de Pica presenta un clima árido cálido (BWh) con una gran oscilación térmica diaria y una muy baja amplitud térmica anual; mientras que, en el resto de la comuna se presentan diferentes climas dependiendo de la altura, como el clima de tundra (ET), clima de tundra de lluvia estival (ET (w)), clima desértico frío (BWk), clima desértico frío de lluvia estival (BWk (w)), clima glacial de lluvia estival (EF (w)), clima semiárido (BSk) y clima semiárido de lluvia estival (BSk (w)). Las lluvias son más frecuentes entre diciembre y marzo. La gran mayoría de días durante el año presentan una temperatura máxima superior a 30 °C; por otro lado, las noches son relativamente frescas. 
| Parámetros climáticos promedio de Pica (1330 m.s.n.m) | Parámetros climáticos promedio de Pica (1330 m.s.n.m) | Parámetros climáticos promedio de Pica (1330 m.s.n.m) | Parámetros climáticos promedio de Pica (1330 m.s.n.m) | Parámetros climáticos promedio de Pica (1330 m.s.n.m) | Parámetros climáticos promedio de Pica (1330 m.s.n.m) | Parámetros climáticos promedio de Pica (1330 m.s.n.m) | Parámetros climáticos promedio de Pica (1330 m.s.n.m) | Parámetros climáticos promedio de Pica (1330 m.s.n.m) | Parámetros climáticos promedio de Pica (1330 m.s.n.m) | Parámetros climáticos promedio de Pica (1330 m.s.n.m) | Parámetros climáticos promedio de Pica (1330 m.s.n.m) | Parámetros climáticos promedio de Pica (1330 m.s.n.m) | Parámetros climáticos promedio de Pica (1330 m.s.n.m) |
| Mes                                                   | Ene.                                                  | Feb.                                                  | Mar.                                                  | Abr.                                                  | May.                                                  | Jun.                                                  | Jul.                                                  | Ago.                                                  | Sep.                                                  | Oct.                                                  | Nov.                                                  | Dic.                                                  | Anual                                                 |
| ----------------------------------------------------- | ----------------------------------------------------- | ----------------------------------------------------- | ----------------------------------------------------- | ----------------------------------------------------- | ----------------------------------------------------- | ----------------------------------------------------- | ----------------------------------------------------- | ----------------------------------------------------- | ----------------------------------------------------- | ----------------------------------------------------- | ----------------------------------------------------- | ----------------------------------------------------- | ----------------------------------------------------- |
| Temp. máx. abs. (°C)                                  | 37                                                    | 37                                                    | 36                                                    | 35                                                    | 34                                                    | 33                                                    | 33                                                    | 35                                                    | 36                                                    | 36                                                    | 35                                                    | 35                                                    | 37                                                    |
| Temp. máx. media (°C)                                 | 32.9                                                  | 32.6                                                  | 31.9                                                  | 31.2                                                  | 30.5                                                  | 28.9                                                  | 29.3                                                  | 30.2                                                  | 31.6                                                  | 32.8                                                  | 32.7                                                  | 32.8                                                  | 31.5                                                  |
| Temp. media (°C)                                      | 22.6                                                  | 23.1                                                  | 22.5                                                  | 20.4                                                  | 19.6                                                  | 17.9                                                  | 17.9                                                  | 18.6                                                  | 19.6                                                  | 20.6                                                  | 20.7                                                  | 21.9                                                  | 20.5                                                  |
| Temp. mín. media (°C)                                 | 12.4                                                  | 13.7                                                  | 13.1                                                  | 9.7                                                   | 8.6                                                   | 6.9                                                   | 6.4                                                   | 7.0                                                   | 7.5                                                   | 8.4                                                   | 8.6                                                   | 10.9                                                  | 9.4                                                   |
| Temp. mín. abs. (°C)                                  | 7                                                     | 7                                                     | 8                                                     | 5                                                     | 4                                                     | 2                                                     | 0                                                     | 1                                                     | 3                                                     | 3                                                     | 4                                                     | 6                                                     | 0                                                     |
| Precipitación total (mm)                              | 8.7                                                   | 10.0                                                  | 1.7                                                   | 0.3                                                   | 0                                                     | 0.1                                                   | 0                                                     | 0.3                                                   | 0                                                     | 0                                                     | 2.2                                                   | 7.1                                                   | 30.5                                                  |
| Días de precipitaciones (≥ )                          | 1.0                                                   | 6.1                                                   | 1.0                                                   | 0.4                                                   | 0                                                     | 0                                                     | 0                                                     | 0.4                                                   | 0                                                     | 0                                                     | 1.0                                                   | 0.3                                                   | 10.2                                                  |
| Fuente: Weather Underground 2011                      |                                                       |                                                       |                                                       |                                                       |                                                       |                                                       |                                                       |                                                       |                                                       |                                                       |                                                       |                                                       |                                                       |

### Hidrología
Esta además se halla entre las cuencas altiplánicas de Chile, cuencas fronterizas salar Michincha - río Loa, pampa del Tamarugal y la cuenca del río Loa. Además, la comuna posee diversos cuerpos de agua, entre los que se destacan la laguna Lagunilla, laguna de Huasco y lagunas Chuncara, río Collacagua, río Loa, río Ocacucho (Ocachucho), río Piga y río Sacaya; y salar de Coposa y salar de Huasco.
En 1924 Luis Risopatrón describió brevemente varias fuentes termales en y en torno a la ciudad de Pica. Entre ellas están las conocidas cocha Resbaladero, cocha Concova, baños de Camiña y baños de Majala. Otras termas descritas por Risopatrón no se encuentran en los mapa actuales. Estas son los baños de Las Ánimas y la vertiente de Santa Cruz: 822 

## Medio ambiente

Trazado simplificado de los ecosistemas y cuerpos de agua presentes en la comuna de Pica.

### Componentes bióticos
Dentro del territorio de la comuna se pueden hallar los siguientes ecosistemas:
- Bosque espinoso tropical andino donde predominan Browningia candelaris y Corryocactus brevistylus (Preocupación menor)
- Desierto tropical interior con vegetación escasa (Preocupación menor)
- Matorral bajo desértico tropical andino donde predominan Atriplex imbricata y Acantholippia deserticola (Preocupación menor)
- Matorral bajo desértico tropical interior donde predominan Adesmia atacamensis y Cistanthe salsoloides (Preocupación menor)

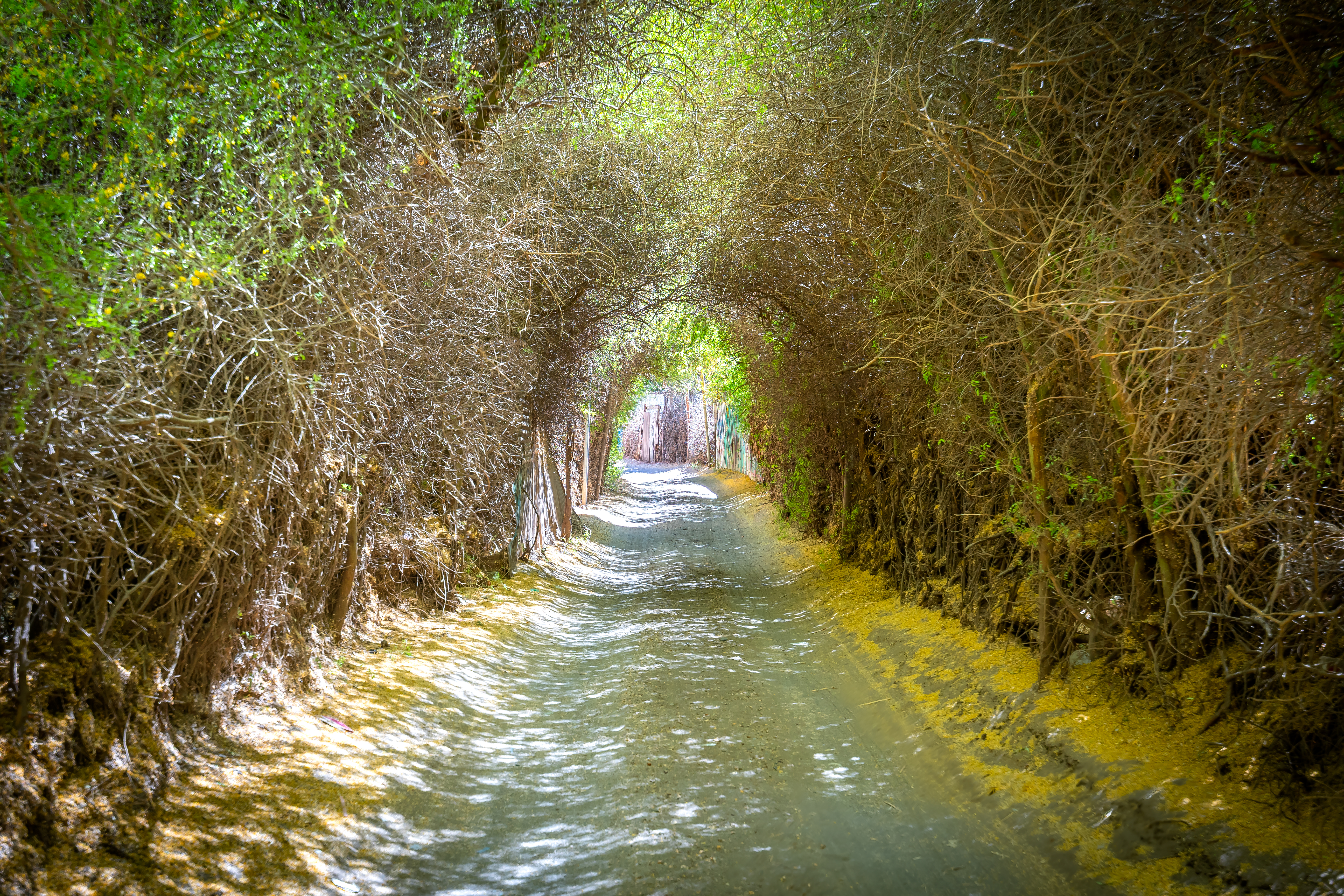
Callejón en calle La Banda que muestra parte de la flora local

- Matorral bajo tropical andino donde predominan Fabiana denudata y Chuquiraga atacamensis (Vulnerable)Callejón en calle La Banda que muestra parte de la flora local
- Matorral bajo tropical andino donde predominan Fabiana ramulosa y Diplostephium meyenii (Vulnerable)
- Matorral bajo tropical andino donde predominan Fabiana squamata y Festuca chrysophylla (Vulnerable)
- Matorral bajo tropical andino donde predominan Mulinum crassifolium y Urbania pappigera (Vulnerable)
- Matorral bajo tropical andino donde predominan Parastrephia lepidophylla y Parastrephia quadrangularis (Vulnerable)
- Matorral bajo tropical andino donde predominan Parastrephia lucida y Azorella compacta (Vulnerable)
- Matorral bajo tropical andino donde predominan Parastrephia lucida y Festuca orthophylla (Vulnerable)
- Zonas geográficas hinóspitas sin vegetación (Sin información)

### Medidas de protección ambiental y conflictos socioambientales
Hasta 2022, la comuna de Pica cuenta con las siguientes zonas que poseen algún nivel de protección ambiental:
- Alto Del Loa (Sitios ERB)[15]
- laguna Huantija (Sitios ERB)[16]
- salar de Coposa (Sitios ERB)[17]
- salar de Huasco (Bien Nacional Protegido)
- salar de Michincha (Sitios ERB)[18]
- salar del Huasco (Sitio Ramsar)[19]
- Santuario de la Naturaleza Quebrada de Chacarilla (Santuario de la Naturaleza)[20]
- Santuario de la Naturaleza Salar de Huasco (Santuario de la Naturaleza)[21]

## Demografía

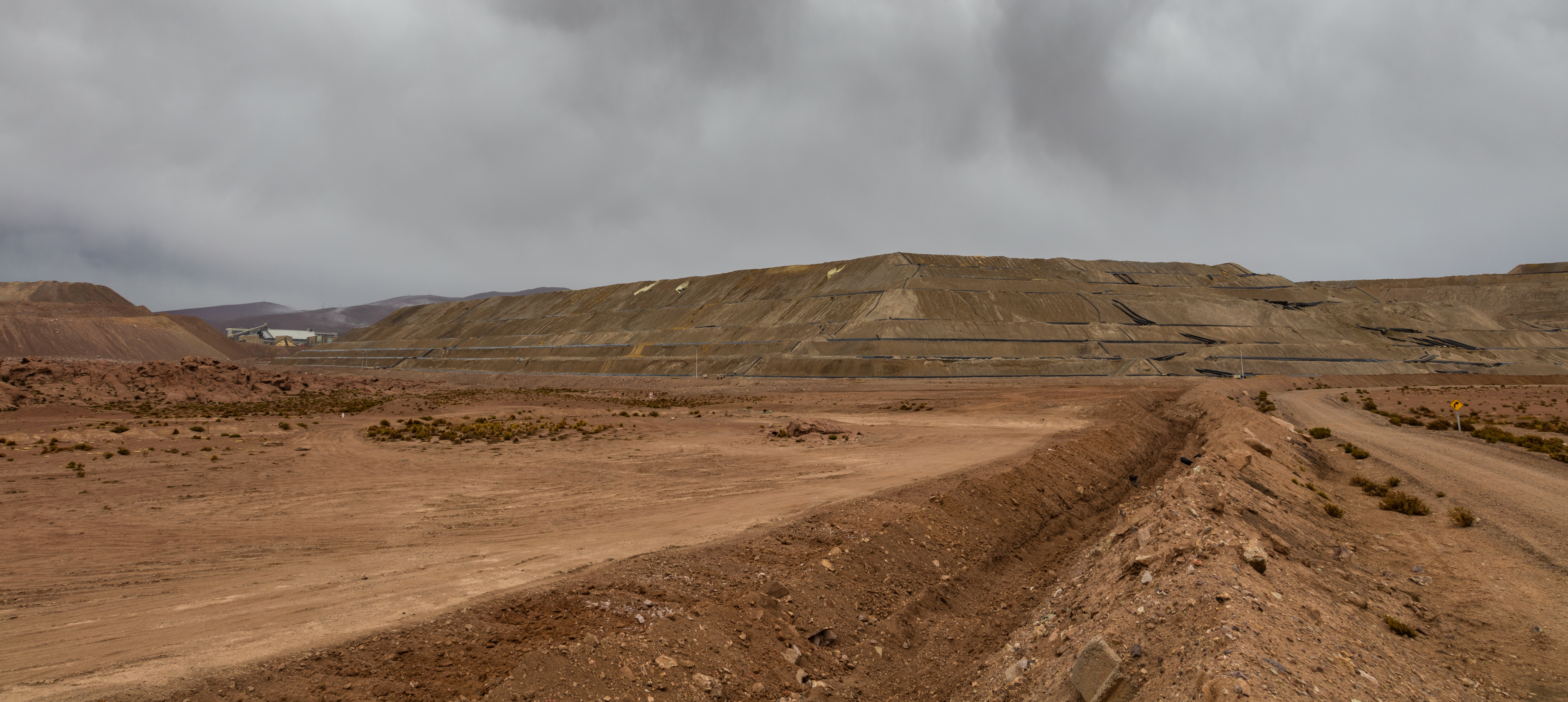
Mina de Collahuasi.

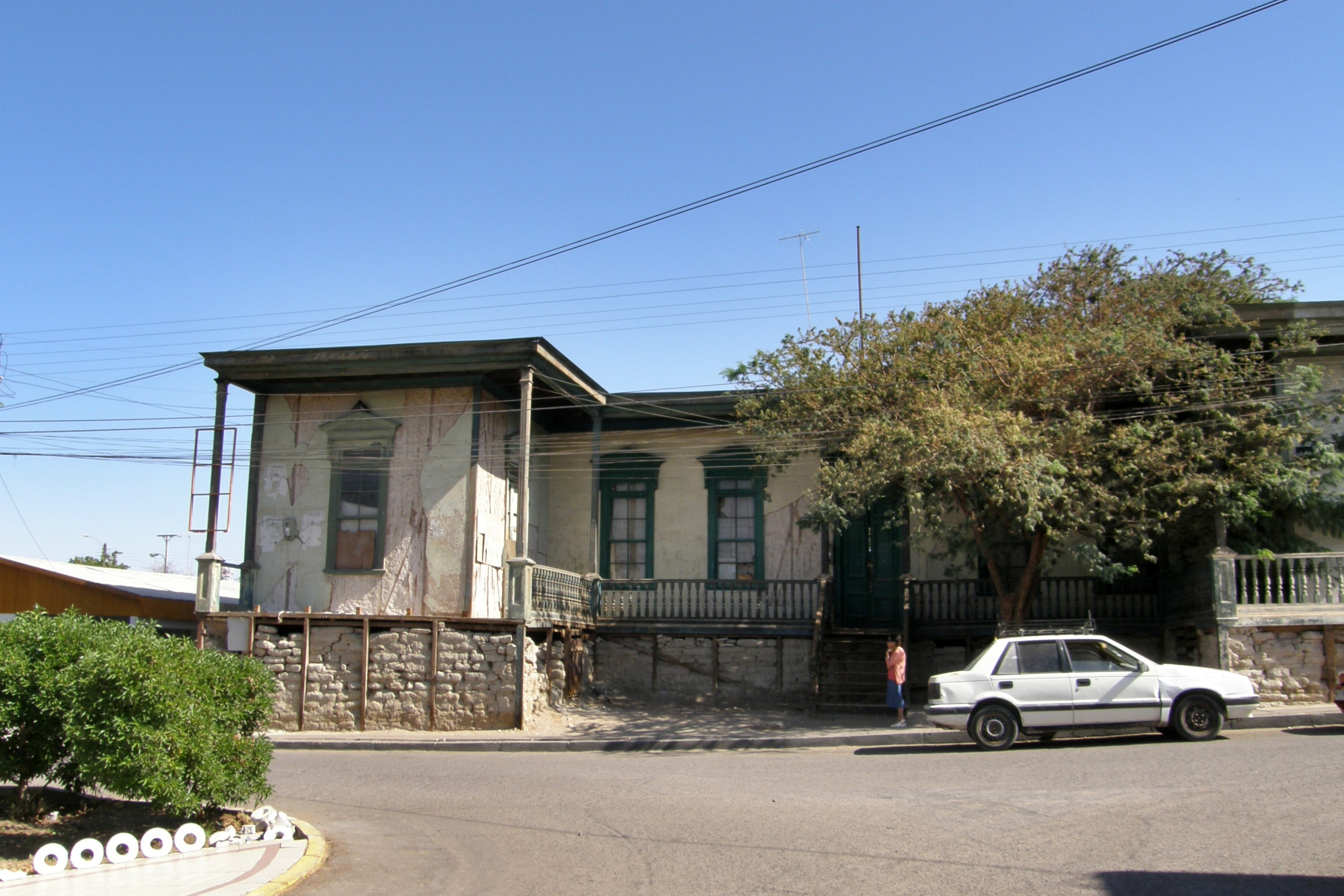
Casa natal de Remigio Morales Bermúdez

Según los datos recolectados en el censo del año 2017 realizado por el Instituto Nacional de Estadísticas, la comuna posee una superficie de 8.934,3 km² y una población de 9.296 habitantes, de los cuales 2.746 son mujeres y 6.550 son hombres. Pica acoge al 2,59% de la población total de la región, de la cual un 24,3% corresponde a población rural y un 75,7% a población urbana.
La comuna ha experimentado un explosivo crecimiento poblacional, aumentando de 2.332 habitantes a más de tres mil cuatrocientos en 10 años (5,0% de crecimiento anual).
Algunos poblados y caseríos que conforman la comuna son Matilla (vecino a Pica), Quebrada Blanca (cerca de la mina de Collahuasi), Valle Quisma, Cancosa, Lirima, Puquío Núñez, Santa Rosa, Collacagua y Ujina.
| INE 1992   | INE 2002   | INE 2017   |
| 2.332 hab. | 3.498 hab. | 9.296 hab. |

| INE 1992   | INE 2002   |
| 1.767 hab. | 2.642 hab. |

### División administrativa
La comuna de Pica se divide en los siguientes distritos:
| Distrito censal  | Población (2002) | Superficie  |
| ---------------- | ---------------- | ----------- |
| Pica             | 3.261 hab.       | 2.876,1 km² |
| Salar de Coposa  | 28 hab.          | 3.423,2 km² |
| Cancosa          | 26 hab.          | 1.072,5 km² |
| Salar del Huasco | 6 hab.           | 1.562,5 km² |
| Rezagados        | 17 hab.          |             |

## Administración

### Municipalidad
La Ilustre Municipalidad de Pica es dirigida por el alcalde Iván Infante Chacón (Ind./RN), el cual es secundado por los concejales:
- María Oxa Villagra (Ind./Comunes)
- Rodolfo González Lutino (PDC)
- Juan Carlos Godoy Apala (RN)
- Claudia Jofré Rivera (RN)
- Claudia Rojas Plaza (Ind./RN)
- Patricio Vargas Briones (UDI)

### Representación parlamentaria
Pertenece al distrito electoral N.º 2 y pertenece a la 2.ª circunscripción senatorial (Tarapacá). Es representada en la Cámara de Diputados del Congreso Nacional por los diputados Renzo Trisotti Martínez (UDI), Danisa Astudillo (PS) y Matías Ramírez (PCCh). A su vez, es representada en el Senado por los senadores Luz Ebensperger Orrego (UDI) y Jorge Soria Quiroga (Ind-PPD).

## Economía
En 2018, la cantidad de empresas registradas en Pica fue de 84. El Índice de Complejidad Económica (ECI) en el mismo año fue de -0,49, mientras que las actividades económicas con mayor índice de Ventaja Comparativa Revelada (RCA) fueron Alquiler de Otros Equipos de Transporte por Vía Terrestre (476,08), Venta al por Menor de Flores, Plantas, Árboles, Semillas y Abonos (100,87) y Cultivo de Plantas cuyas Hojas o Frutas son usadas para Preparar Bebidas (52,34).

### Energías renovables
Dado el alto potencial de todo el norte de Chile en la generación de energía solar, en agosto de 2019 comenzó la construcción del parque solar Atacama Solar, de propiedad de la compañía neerlandesa Sonnedix, en un predio de 440 hectáreas desérticas, con más de 3 millones de paneles fotovoltaicos instalados, contribuyendo así a la producción de energías renovables en el país.

### Agricultura
Otro tema muy importante es que en Pica se produce un tipo de limones llamados "limones de Pica" (una variedad de Citrus × aurantifolia). Famosos en todo el mundo por su pequeño tamaño y su gran sabor.
Su denominación geográfica permite que sólo éstos sean llamados así, ya que comerciantes los han llevado a distintas partes del mundo.

## Lugares de interés

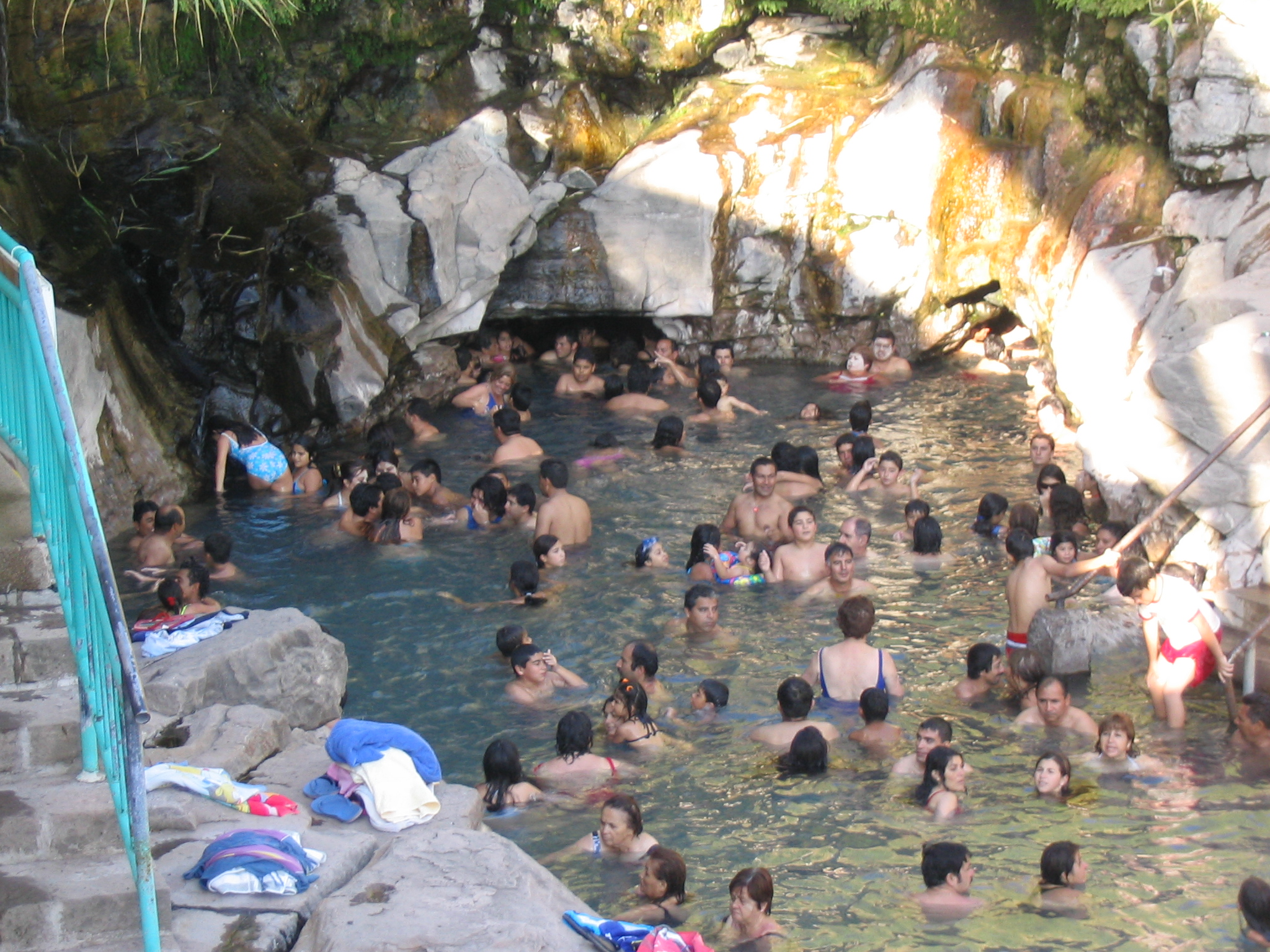
Vista de la Cocha Resbaladero.

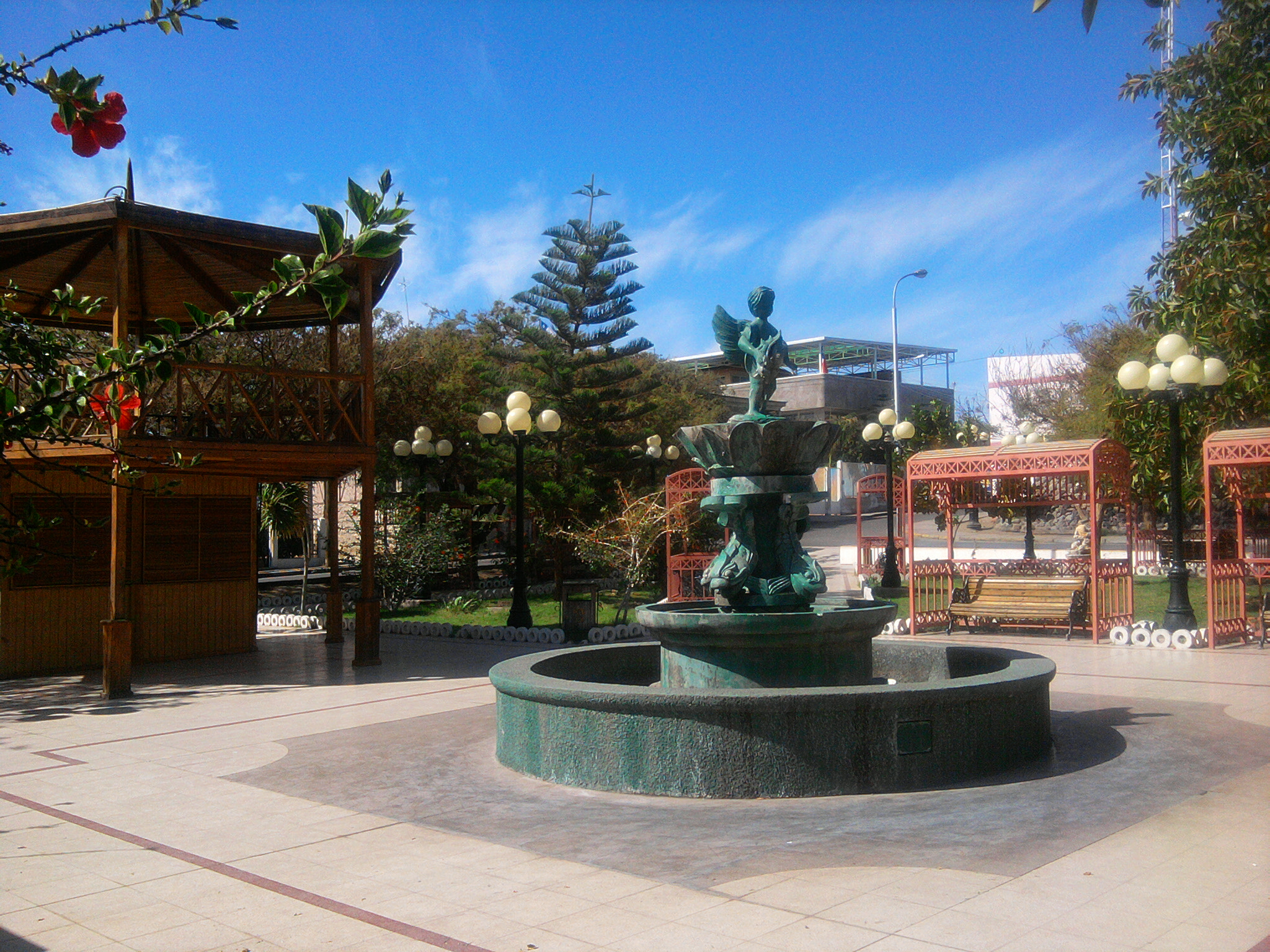
Plaza de Pica

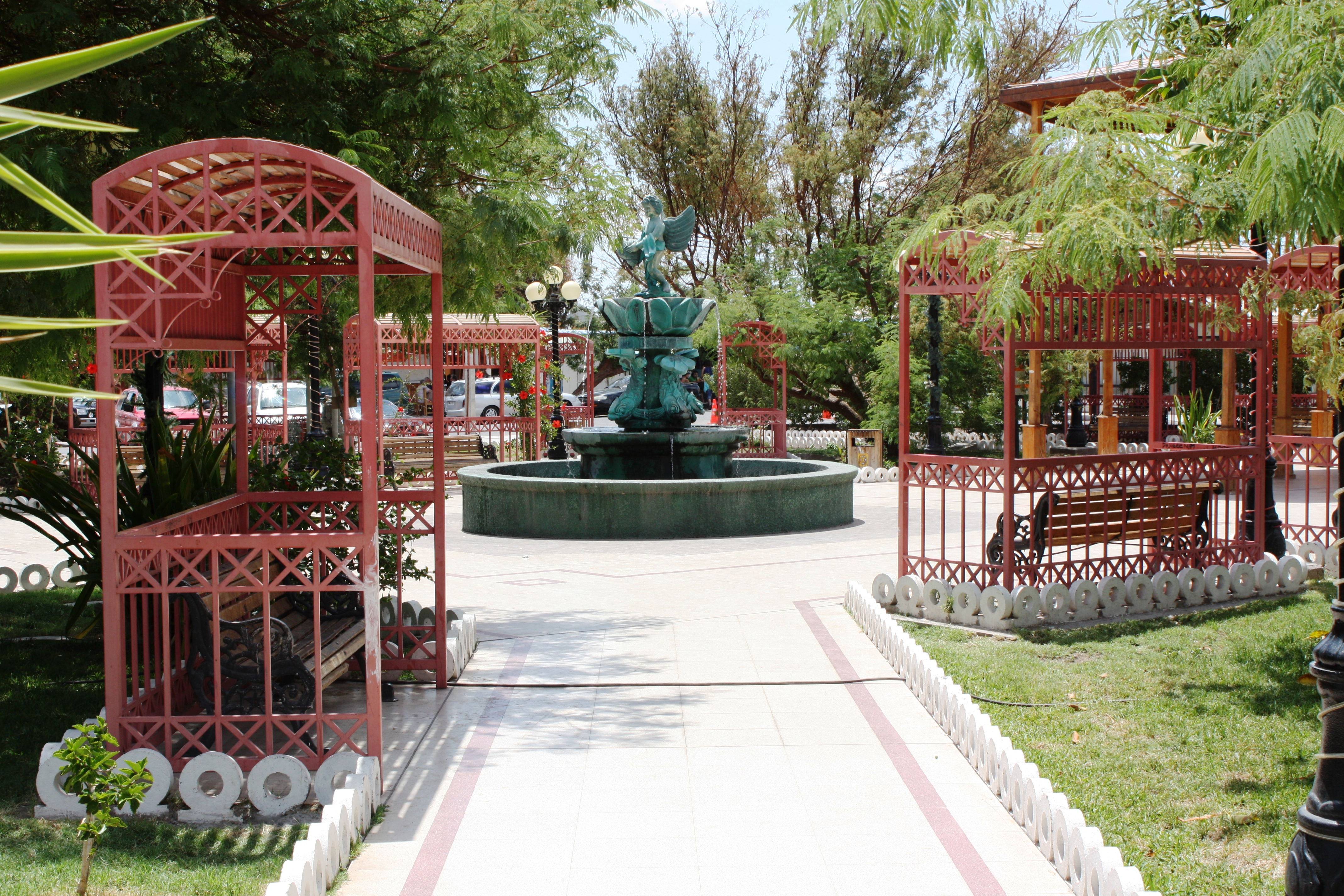
Plaza de Pica

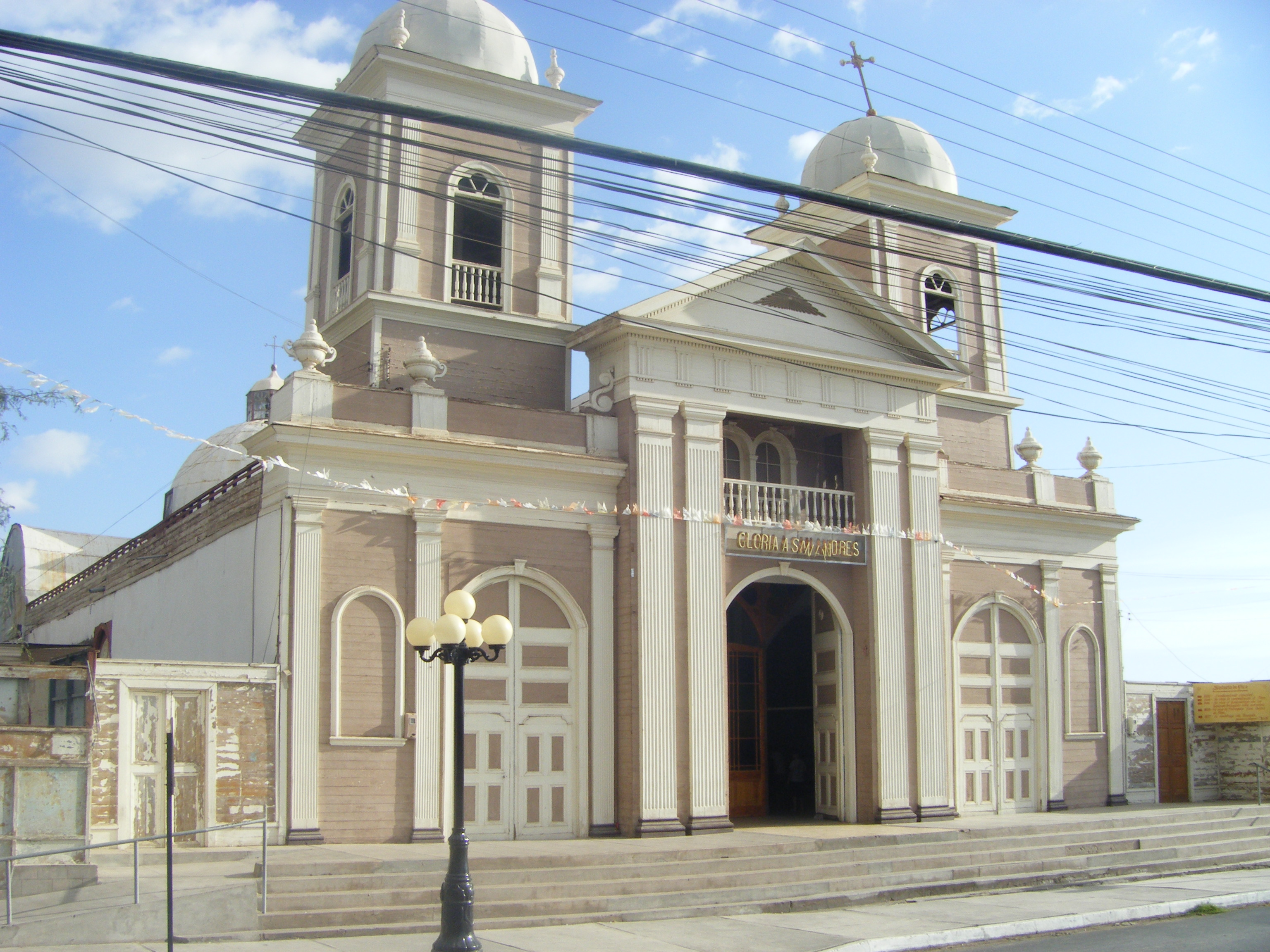
Iglesia de San Andrés.

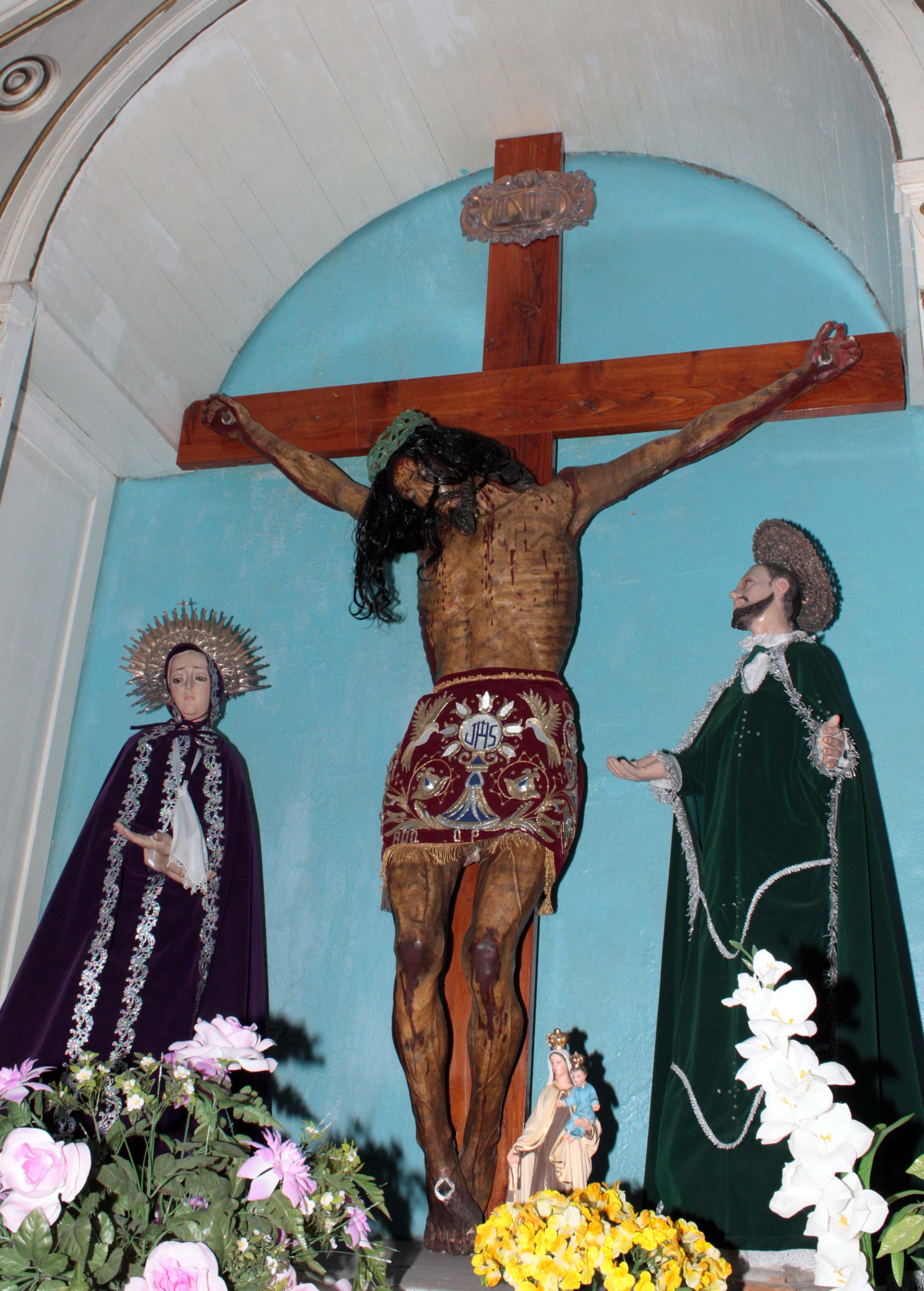
Cristo en la iglesia de San Andrés

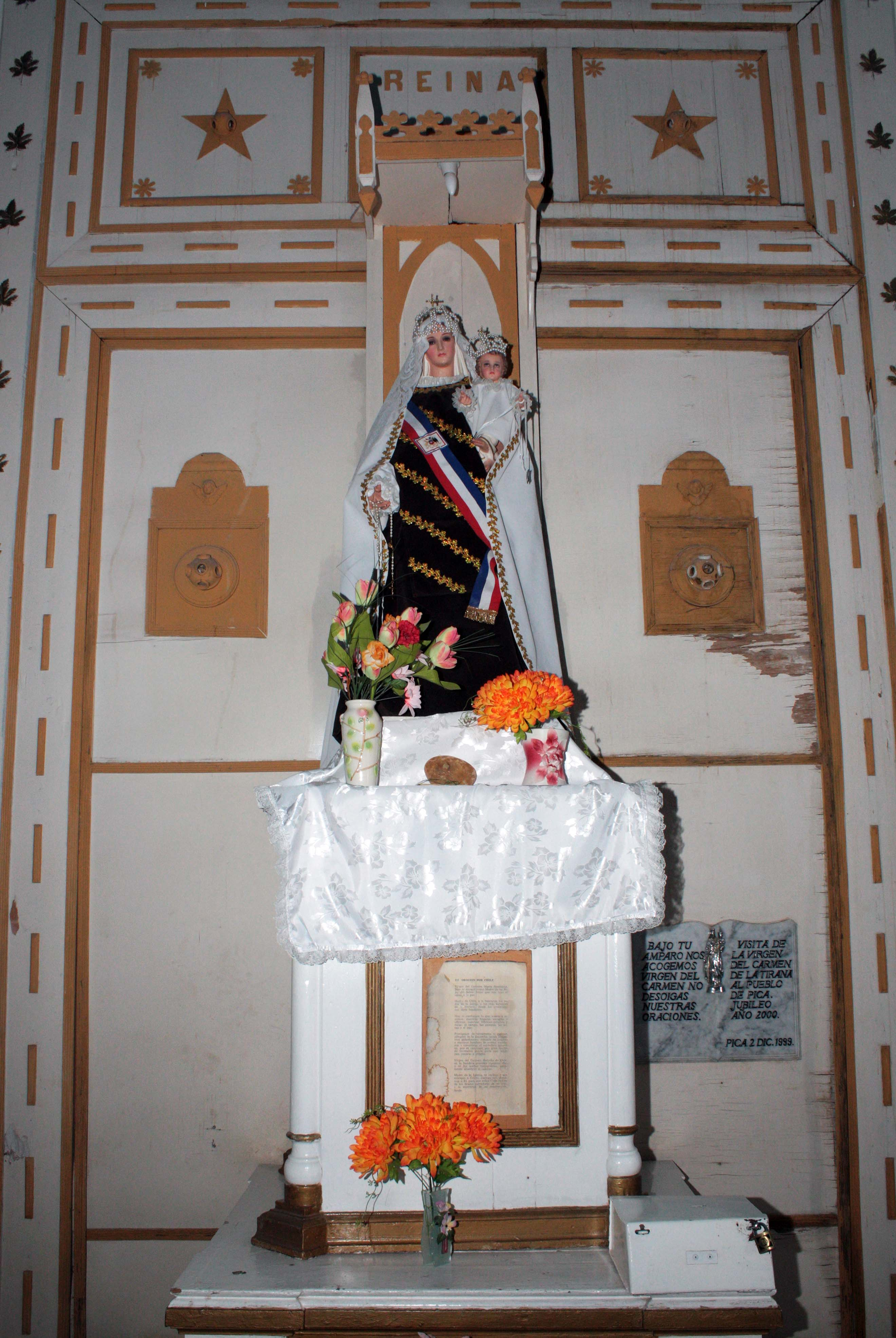
Virgen en la iglesia de San Andrés

### Cocha Resbaladero
Es una piscina natural situada entre rocas, con dos cuevas de las que surge el agua termal. Está habilitada como balneario. Sus aguas son templadas y tomar un baño allí, con un horizonte de frutales en pleno desierto, es una experiencia realmente inolvidable.

### Barrio histórico
Tiene bonitas casas, algunas antiguas y de dos pisos, con corredores. Sus mamparas cierran sólo hasta media altura para dejar pasar el aire. En las veredas se ven buganvillas. Al final de la calle Balmaceda hay una pequeña vivienda levantada con troncos de guayabos, cruzados de ramas amarradas con cuero y estucados. Las construcciones generalmente son de madera revestida de caña de Guayaquil y estucada en anhidrita (yeso insoluble).

### El Cachimbo
Es una danza con raíces africanas, singular emparentada con la gran "zamacueca" del cono sur de América. La belleza y suavidad de sus líneas corporales, amplias y variadas evoluciones sobre pasos caminados, casi en el aire y por sobre toda la expresividad que le imprime cada bailarín son sus rangos más sobresalientes. Danza de pareja mixta, con pañuelo, nacida en el pueblo de San Lorenzo de Tarapacá, muy popular ya en 1850; con el nombre de "baile de tierra" y posteriormente en Pica se le asigna el nombre de "cachimbo. A diferencia de la mayoría de los bailes de tierra, que tienen generalmente dos partes, el Cachimbo pesee tres partes de música y coreografía, siendo esta parte (3°) llamada, "toreo"; la más importante, pues los bailarines ponen su mayor intensidad expresiva. Los pasos son caminados, como patinando, ni saltos, ni zapateados. No pocas veces aparece el paso, del vals. El pañuelo ondea al viento, como flameando diferente al manejo que vemos en la cueca. Se baila siempre con elegancia y el cuerpo erguido. Solo en el toreo vemos cierta inclinación hacia la tierra. Actualmente se baile en carnavales y fiestas de Santos Patronos con acompañamiento de bandas de bronces.

### Iglesia de San Andrés
Domina la plaza con su alto frontón clásico enmarcado en pilastras, tres puertas con coronamiento circular y dos torres campanarios sobre el pórtico. Construida entre 1880 y 1886, es la tercera más antigua del lugar. Las dos anteriores, de 1600 y 1768, fueron destruidas por terremotos. Su techumbre es una bóveda en cruz. Sobre el crucero se levanta una cúpula terminada en linterna. El interior tiene tres naves y columnas acanaladas que sostienen la bóveda central. La construcción es de madera revestida de caña de Guayaquil y estucada en anhidrita (yeso insoluble).
Esta iglesia cobija una Santa Cena con personajes de tamaño natural. Aquí se desarrolla la Fiesta de San Andrés, patrono y protector del pueblo, el 30 de noviembre.

### Museo Municipal
Posee una muestra de paleontología, arqueología y del período del salitre; además se exponen las comunidades y su artesanía.
Biblioteca pública municipal N 308 Enrique Luza Cáceres, ubicada en el 2 piso del Museo Municipal

### Iglesia de San Antonio y campanario
Su bello campanario de piedra, de estilo barroco, fue edificado en pequeños bloques de anhidrita y bórax. Data del siglo XVIII, fechándose más precisamente entre su construcción entre 1716 y 1719. En cuanto al templo mismo, le antecedió una capilla desde fines del siglo XVI. Más tarde se erige la iglesia, cuyos cimientos datan del siglo XVIII y son originarios de la iglesia primitiva, destruida por un terremoto. La actual iglesia se construyó en 1887, con una fachada neoclásica y una bóveda en cruz recubierta de barro. En su interior destacan el altar, el retablo y una Santa Cena con las figuras santas de tamaño natural, todos conservados de la primera construcción. Desde su atrio se domina el poblado.
La iglesia resultó con graves daños después del terremoto de Tarapacá de 2005.

### Lagar de Matilla
Actual museo de sitio, fue una industria de vinos en las primeras décadas de 1700. Conserva sus aparejos, tinajas y una gran prensa.

### Gólgota del Reencuentro
Es un santuario que posee notables representaciones de escenas de la vida de Jesucristo. En la actualidad, están terminadas la Crucifixión, el Santo Sepulcro y se planean construir el Bautismo y la Última Cena.

## Medios de comunicación

### Radioemisoras
FM
- 88.9 MHz - que buen gusto (pica)
- 90.1 MHz - Agricultura (Collahuasi)
- 90.9 MHz - Lagar (Pica)
- 99.5 MHz - San Andrés FM
- 101.7 MHz - Paulina (Pica)
- 103.3 MHz - Dinámica  (Collahuasi)
- 104.5 MHz - Tu radio (Collahuasi)
- 106.3 MHz - Universo (Collahuasi)

#### Radio San Andrés FM
Radio San Andrés emite su señal en el 99.5 de la banda de frecuencia modulada y fue fundada por el periodista Rodolfo Aguirre Villar el 1 de noviembre del año 2015, hoy acompaña  con su música, cultura, informaciones y entretención que llega a miles de hogares de las comunas de Pica, Pozo Almonte y Huara y a todo el planeta a través de www.radiosanandres.cl